# جمشیدجی تاتا
جمشیدجی نوشروانجی تاتا (۳ مارس ۱۸۳۹ – ۱۹ مه ۱۹۰۴) از پیشگامان صنعت مدرن هند بوده‌است. او در یک خانواده پارسی در شهر نوساری ایالت گجرات زاده شد.
از او که بنیانگذار گروه صنعتی تاتا می‌باشد با لقب «پدر صنعت هند» یاد می‌کنند. امروزه قسمتی از این تشکیلات اقتصادی عظیم به وسیلهٔ افراد خاندان تاتا اداره می‌شود.

## کسب‌وکار
تاتا تا ۲۹ سالگی در شرکت پدرش کار می‌کرد. او در سال ۱۸۶۸ یک شرکت بازرگانی با سرمایه ۲۱۰۰۰ پوند (به ارزش ۵۲ میلیون دلار آمریکا در قیمت‌های ۲۰۱۵) تأسیس کرد. وی در سال ۱۸۶۹ میلادی یک کارخانه روغن ورشکسته در چینچوپوکلی خریداری کرد و آن را به کارخانه پنبه تبدیل کرد و نام آن را به نام میل اسکندر تغییر داد. او ۲ سال بعد این کارخانه را برای سود به فروش رساند. بعداً، در سال ۱۸۷۴، جمشیدجی تاتا در شرکت نخ ریسی، بافندگی و تولید هند مرکزی در ناگپور فعالیت کرد زیرا به نظر می‌رسید مکان مناسبی برای وی برای تأسیس یک کار تجاری دیگر است. به دلیل این موقعیت نامتعارف، مردم بمبئی تاتا را به خاطر اینکه اقدام هوشمندانه‌ای با بردن تجارت پنبه در بمبئی، معروف به «کتان پولیس هند»، انجام نداده‌است، تحقیر کردند. آنها نمی‌فهمیدند که چرا او برای شروع یک تجارت جدید به شهر توسعه نیافته ناگپور رفته‌است. با این حال، تصمیم تاتا در انتخاب ناگپور منجر به موفقیت وی شد. برخلاف بمبئی، زمین در ناگپور ارزان بود و به راحتی برای منابع در دسترس بود. محصولات کشاورزی فراوانی وجود داشت، توزیع آن آسان بود و زمین ارزان بعداً منجر به همگرایی خطوط راه‌آهن در ناگپور شد که باعث توسعه بیشتر شهر شد. اندکی بعد، در سال ۱۸۷۷، تاتا هنگامی که ملکه ویکتوریا در ۱ ژانویه ۱۸۷۷ به عنوان امپراتور هند معرفی شد وی یک کارخانه پنبه جدید ایجاد کرد بانام «ملکه ویکتوریا».
او چهار هدف در زندگی داشت:
1. ایجاد یک هتل بی نظیر
2. ایجاد یک کارخانه برق آبی.
3. ایجاد یک شرکت آهن و فولاد
4. ایجاد یک مؤسسه یادگیری در سطح جهانی

در زمان حیات وی فقط هتل تاج محل در ساحل کولابا، بمبئی در ۳ دسامبر ۱۹۰۳ افتتاح شد. این هتل با هزینه ۱۱ میلیون پوند (به ارزش ۱۱ میلیارد پوند در قیمت‌های ۲۰۱۵) به واقعیت ساخته شد و در آن زمان تنها هتل در هند بود که برق داشت.
علاوه بر این، در سال ۱۸۸۵، تاتا شرکت دیگری را در پوندیچیری شناور کرد که تنها هدف آن توزیع منسوجات هند به مستعمرات فرانسه بود. با این حال، این تلاش وی به دلیل تقاضای کافی در بازار بسیار موفق از آب درآمد.
این امر منجر به خرید آسیاب‌های دارامسی در کورلا، بمبئی و بعداً فروش مجدد آن برای خرید ادوانس میلز در احمدآباد شد. تاتا نام آن را ادوانس میلز گذاشت چون که در آن زمان یکی از پیشرفته‌ترین آسیاب‌ها بود. این شرکت علاوه بر فناوری خود، تأثیر بسزایی در شهر احمدآباد برجای گذاشت زیرا او تلاش کرد تا آسیاب را در داخل شهر ادغام کند تا رشد اقتصادی جامعه خود را فراهم کند. از طریق این مشارکت‌های زیاد، جمشیدجی تاتا صنعت نساجی و پنبه را در هند پیشرفت داد.
وی حتی در مراحل بعدی زندگی خود همچنان به عنوان یک چهره مهم در جهان صنعتی شناخته می‌شد. بعداً، تاتا یکی از طرفداران سرسخت سوادشیسم بود. این جنبش سیاسی در هند انگلیس بود که تولید کالاهای داخلی و تحریم کالاهای وارداتی را تشویق می‌کرد. کاملاً تحت تأثیر اصول آن، تاتا آسیاب پنبه‌ای جدید خود را که در بمبئی ساخته شد، «آسیاب سوادشی» نامید. ایده اصلی تولید این آسیاب جدید تولید پارچه ظریف تری بود، مانند نوعی که از منچستر می‌آید. منچستر به تولید پارچه نرم تری مشهور بود و مواد درشت تولید شده در هند دیگر مورد پسند عموم نبود. تاتا می‌خواست پارچه ای با کیفیت قابل مقایسه با پارچه منچستر تولید کند تا تلاش کند تعداد واردات از خارج را کاهش دهد. علاوه بر این، تاتا تصور می‌کرد که هند تولیدکننده اصلی خود در انواع پارچه‌ها باشد و در نهایت به یک صادر کننده بزرگ تبدیل شود. او می‌خواست هند تنها سازنده این پارچه‌های ظریف باشد که بافندگان بدوی هند به آن مشهور بودند.
تاتا شروع به آزمایش روش‌های مختلف برای بهبود کشت پنبه کرد. وی معتقد بود که اتخاذ روش کشت توسط ریوت مصری که به پنبه نرم شهرت داشتند، باعث می‌شود که صنعت پنبه هند به این اهداف برسد. تاتا همچنین اولین کسی بود که دوک حلقه‌ای را به کارخانه‌های خود وارد کرد، که خیلی زود جایگزین مضراب قبلی شد که روزی توسط سازندگان استفاده می‌شد.
کارهای جانشینان وی منجر به دستیابی به سه هدف باقی‌مانده تاتا شد:
- تاتا استیل اولین در آسیا و بزرگ‌ترین شرکت فولاد هند است. این شرکت پس از خریداری گروه کوروس با تولید ۲۸ میلیون تن فولاد سالانه، به پنجمین شرکت بزرگ فولاد جهان تبدیل شد.
- موسسه علوم هند در بنگلور، نهاد برجسته هند برای تحقیق و آموزش در علوم و مهندسی.
- شرکت برق آبی تاتا که به تاتا پاور تغییر یافته‌است، در حال حاضر بزرگ‌ترین شرکت برق خصوصی هند با ظرفیت تولید بیش از ۸۰۰۰ مگاوات برق است.

## نقل قول

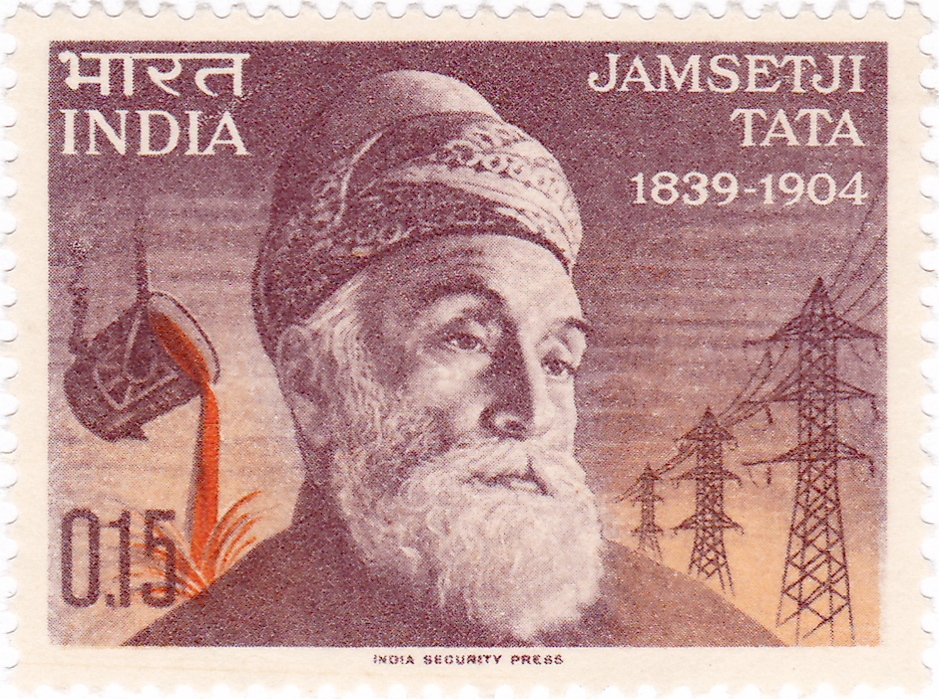
تصویر تاتا روی تمبر صنعتی هند. ۱۹۶۵.

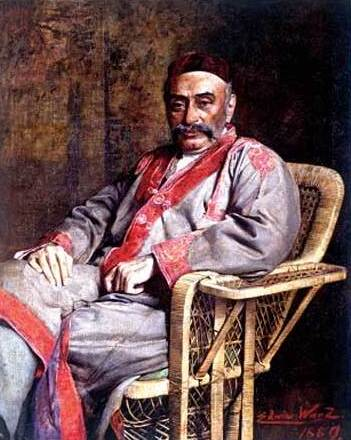

«آزادی بدون قدرت حمایت از آن و در صورت لزوم دفاع از آن، یک توهم بی رحمانه خواهد بود. قدرت دفاع از آزادی تنها می‌تواند ناشی از صنعتی شدن گسترده و تزریق علم و فناوری مدرن به زندگی اقتصادی کشور باشد.»
«در یک شرکت آزاد، جامعه فقط یک ذینفع دیگر در تجارت نیست، بلکه در واقع هدف اصلی آن است.»
«یک نوع خیرات به اندازه کافی در بین ما رایج است … این همان خیرخواهی وصله ای است که ناهموار را می‌پوشاند، فقیران را تغذیه می‌کند و بیماران را شفا می‌دهد. من از فریب روح نجیب که به دنبال کمک به یک فرد فقیر یا رنجور است فاصله دارم. بودن … [با این وجود] آنچه که یک ملت یا یک جامعه را پیشرفت می‌دهد نه این است که به حمایت از ضعیف‌ترین و درمانده‌ترین اعضای خود بپردازد بلکه به منظور بالا بردن بهترین و با استعدادترین افراد است تا آنها را به بزرگترین خدمات به کشور تبدیل کند.»
"حتما خیابان‌های وسیع و کاشته شده با درختان سایه دار، از همه انواع دیگر که سریع رشد می‌کنند، قرار دهید. مطمئن شوید که فضای کافی برای چمن‌ها و باغ‌ها وجود دارد. مناطق زیادی را برای فوتبال، هاکی و پارک‌ها رزرو کنید. مناطق مشخص برای معابد هندو، مساجد محمد و کلیساهای مسیحی در نظر بگیرید. " - تاتا در نامه‌ای به پسر دوراب در مورد چشم اندازش برای شهری که در نهایت به جامدپور تبدیل می‌شود.
«او مردی نبود که بخواهد در معرض دید مردم باشد. او از اجتماعات عمومی بیزار بود، به سخنرانی اهمیتی نمی‌داد، شخصیت محکم او مانع از تحریک هرکسی می‌شد، هرچند عالی بود، زیرا او خود بزرگ بود. او به دنبال هیچ افتخاری نبود و ادعا نمی‌کرد که هیچ امتیازی داشته باشد، اما پیشرفت هند و خیل عظیم مردم با او اشتیاق پایدار بود.» - ایندیا تایمز در مورد مرگ تاتا
«در حالی که بسیاری دیگر روی شل کردن زنجیرهای برده داری و تعجیل در راهپیمایی به سوی طلوع آزادی کار می‌کردند، تاتا آرزو داشت و زندگی می‌کرد همانطور که قرار بود پس از آزادی شکل بگیرد. بیشتر دیگران برای آزادی از زندگی بد بندگی کار می‌کردند؛ تاتا برای ایجاد زندگی بهتر در استقلال اقتصادی برای آزادی تلاش کرد.» - دکتر ذاکر حسین، رئیس‌جمهور پیشین هند
"اینکه او یک انسان سرنوشت ساز است روشن است. به نظر می‌رسد، به نظر می‌رسد، به نظر می‌رسد، مثل اینکه ساعت تولد او، زندگی او، استعدادهای او، اقدامات او، سلسله حوادثی که او به راه انداخته یا تحت تأثیر قرار داده و خدمات او که به کشورش و به مردمش ارائه شده بود، همه به عنوان بخشی از سرنوشت بزرگ هند از پیش تعیین شده بودند. " —جی. آر. دی تاتا
«هیچ هندی از نسل حاضر برای تجارت و صنعت هند بیشتر از او کار نکرده‌است.» - لرد کرزن، نایب السلطنه هند